# Lychnophora passerina
Lychnophora passerina là một loài thực vật có hoa trong họ Cúc. Loài này được (Mart. ex DC.) Gardner mô tả khoa học đầu tiên năm 1846.